# 1626 a tudományban
Az 1626. év a tudományban és a technikában.

## Születések
- Pietro Mengoli olasz matematikus († 1686)

## Halálozások
- február 11. - Pietro Cataldi matematikus (* 1552)
- április 9. – Francis Bacon filozófus, a modern tudományos kutatások megalapítója (* 1561)
- október 30. – Willebrord Snellius fizikus és matematikus, aki az alap fénytörés törvényeket leírta (* 1580)
- december 10. – Edmund Gunter matematikus (* 1581)